# Andrakammarvalet i Sverige 1940
Andrakammarvalet i Sverige 1940 till Sveriges riksdag hölls den 15 september 1940.

## Valkampanjen
När det finska vinterkriget utbröt i november 1939 hade socialdemokraterna och de tre borgerliga partierna bildat en samlingsregering. De dramatiska händelserna på västfronten under våren och sommaren 1940 gjorde att man till och med diskuterade att skjuta upp andrakammarvalet. Valet genomfördes dock som planerat men riksdagspartierna var överens om att iaktta återhållsamhet under valkampanjen. Denna handlade till stor del om att regeringspartierna framhöll sin trovärdighet för att hålla Sverige utanför kriget och behålla neutralitetspolitiken. Utmärkande för detta är att den mest spridda valaffischen saknade partibeteckning utan endast en bild på statsminister Hansson och texten "En fast kurs med folkets förtroende".
Sveriges kommunistiska parti stod utanför regeringen och gick till val på att sänka försvarskostnaderna. Genom sociala reformer skulle försvarsviljan stärkas. Inför valet lät Radiotjänst partiledarna för de fyra regeringspartierna presentera sin politik under en timme var. SKP:s partiledare Sven Linderot tilläts inte medverka i radio.
Med tanke på krisläget och det stora antalet inkallade får ett valdeltagande på 70 procent anses vara högt. Den stora framgången för socialdemokraterna har tolkats som att väljarna har röstat på samlingsregeringens samlande gestalt Per Albin Hansson snarare än den socialdemokratiske partiledaren.
Med detta val försvann Socialistiska partiet ur riksdagen.
Partiernas valaffischer:
- En obruten linje - för folkets väl och rikets frihet - Högern
- (bild på PA Hansson) En fast kurs med folkets förtroende - Socialdemokraterna

## Valresultat
För samtliga genom valet invalda riksdagsmän, se Lista över ledamöter av Sveriges riksdags andra kammare 1941-1944.
| Parti           | Parti                            | Partiledare             | Röster             | Röster | Röster | Mandatfördelning | Mandatfördelning |
| Parti           | Parti                            | Partiledare             | Antal              | %      | +− %   | Antal            | +−               |
| --------------- | -------------------------------- | ----------------------- | ------------------ | ------ | ------ | ---------------- | ---------------- |
|                 | Socialdemokraterna               | Per Albin Hansson       | 1 546 804          | 53,8   | +7,9   | 134              | +22              |
|                 | Högerns riksorganisation         | Gösta Bagge             | 518 346            | 18,0   | +0,4   | 42               | −2               |
|                 | Bondeförbundet                   | Axel Pehrsson-Bramstorp | 344 345            | 12,0   | −2,3   | 28               | −8               |
|                 | Folkpartiet                      | Gustaf Andersson        | 344 113            | 12,0   | −0,9   | 23               | −4               |
|                 | Sveriges kommunistiska parti     | Sven Linderot           | 101 424            | 3,5    | +0,2   | 3                | −2               |
|                 | Socialistiska partiet            | Nils Flyg               | 18 430             | 0,7    | −3,7   | 0                | −6               |
|                 | Vänstersocialistiska partiet     | Albin Ström             | 898                | 0,03   | —      | —                | —                |
|                 | Övriga partier                   | —                       | 57                 | 0,0    | —      | —                | —                |
|                 | Socialistiska blocket (S + SKP)  | —                       | 1 648 228          | 57,3   | —      | 137              | —                |
|                 | Borgerliga blocket (BF + FP + H) | —                       | 1 206 804          | 42,0   | —      | 93               | —                |
| Summa           | Summa                            | Summa                   | 2 874 417          | 100,00 |        | 230              |                  |
| Ogiltiga röster | Ogiltiga röster                  | Ogiltiga röster         | 14 720             |        |        |                  |                  |
| Totalt          | Totalt                           | Totalt                  | 2 889 137 (70,3 %) |        |        |                  |                  |

4 110 720 personer var röstberättigade vilket ger ett valdeltagande på 70,28 procent. Röstberättigad var den svenske medborgare som hade fyllt 23 år, ej var satt under förmynderskap, ej var satt i konkurs eller som var varaktigt omhändertagen av fattigvården för sin försörjning.
Källa: SCB: Riksdagsmannavalen 1937-1940

## Regeringsbildning
Inom Bondeförbundet fanns en minoritet som efter valet ville att partiet skulle lämna samlingsregeringen. Denna opposition, understödd av dagstidningen Skånska Dagbladet, befarade att regeringen under krigsförhållandena skulle föra en politik som missgynnade Bondeförbundets kärnväljare, bönderna, och ansåg att Socialdemokraterna, som ju gått starkt framåt i valet, fick ta ansvar för denna krispolitik. Det fanns också missnöje med partiledaren Axel Pehrsson-Bramstorp. Partiet valde ändå att sitta kvar i regeringen. Dels gjorde partiledaren detta till en förtroendefråga för honom personligen, dels skulle de borgerliga partierna Folkpartiet och Högerpartiet sitta kvar. Samlingsregeringen som tillträtt i december 1939 satt kvar.